# Dominique De Groen
Dominique De Groen (1991) is een Belgisch schrijver, dichter en beeldend kunstenaar. Haar debuutbundel Shop Girl verscheen in 2017 en kreeg nominaties voor de Poëziedebuutprijs Aan Zee en de LZWL-trofee van de VRT. Haar werk kenmerkt zich door een kritische houding ten opzichte van globalisering. In 2019 werd de Frans Vogel Poëzieprijs aan haar toegekend. In 2022 werd aan De Groen de Jan Campert-prijs toegekend voor haar dichtbundel Slangen en de Cultuurprijs van de Stad Gent voor haar maatschappijkritische poëzie die ook jongeren aanspreekt.